# Rafael Barretto
Rafael Barretto, né le 30 septembre 1931 à Manille et décédé le 25 décembre 1999 à Melbourne, est un ancien joueur philippin de basket-ball.

## Palmarès
- 3e du championnat du monde 1954